# Priolepis inhaca
Priolepis inhaca är en fiskart som först beskrevs av Smith, 1949.  Priolepis inhaca ingår i släktet Priolepis och familjen smörbultsfiskar. Inga underarter finns listade i Catalogue of Life.